# Адамс, Рахарт
Рахарт Адамс (англ. Rahart Adams; род. 31 января 1996, Мельбурн, Виктория) — австралийский актёр. Он известен своими ролями в фильмах «Потерянные», «Колдовская история» и «Рыцари Готэма».

## Биография
Адамс родился 31 января 1996 года в Мельбурн, Виктория в семье австралийцев мальтийского происхождения и является вторым по старшинству из четырёх детей. В настоящее время Рахарт учится на последнем курсе ВКЭ в Бервик Грамматика, получив диплом в области медиа и бизнес-исследований. Он был уверен, что хочет стать актёром, когда ему предложили главную роль Троя в его школьной постановке «Классный мюзикл».
Адамс получил приглашенную и повторяющуюся роль Алистера О’Лафлина в австралийской мыльной опере «Соседи» в 2013 году. У него была ведущая роль в сериале «Потерянные», где он играл главного героя Сэма Конте. В 2014 году Адамс переехал в Лос-Анджелес, где сыграл Джакса Новоа в молодёжном ситкоме Nickelodeon «Колдовская история».

## Фильмография
| - 2013 — «Потерянные» - 2013−2015 — «Потерянные» - 2014−2015 — «Колдовская история» - 2015 — «Талия на кухне» - 2015 — «Лжец, лжец, вампир» - 2016 — «Потерянные: Книга теней» | - 2016−2018 — «Вчетвером» - 2016 — «Эмо Мюзикл» - 2017 — «Отчаянные домохозяева» - 2018 — «Тихоокеанский рубеж 2» - 2020 — «Звездный свет» - 2023 — «Рыцари Готэма» |